# Manoir de la Roche-de-Gennes
Le manoir de la Roche-de-Gennes est un manoir situé à Vou (Indre-et-Loire) et inscrit aux monuments historiques le 4 juillet 1972.